# Euphyia floridata
Euphyia floridata là một loài bướm đêm trong họ Geometridae.